# Ischnopteris seriei
Ischnopteris seriei là một loài bướm đêm trong họ Geometridae.